# Alina Bronsky

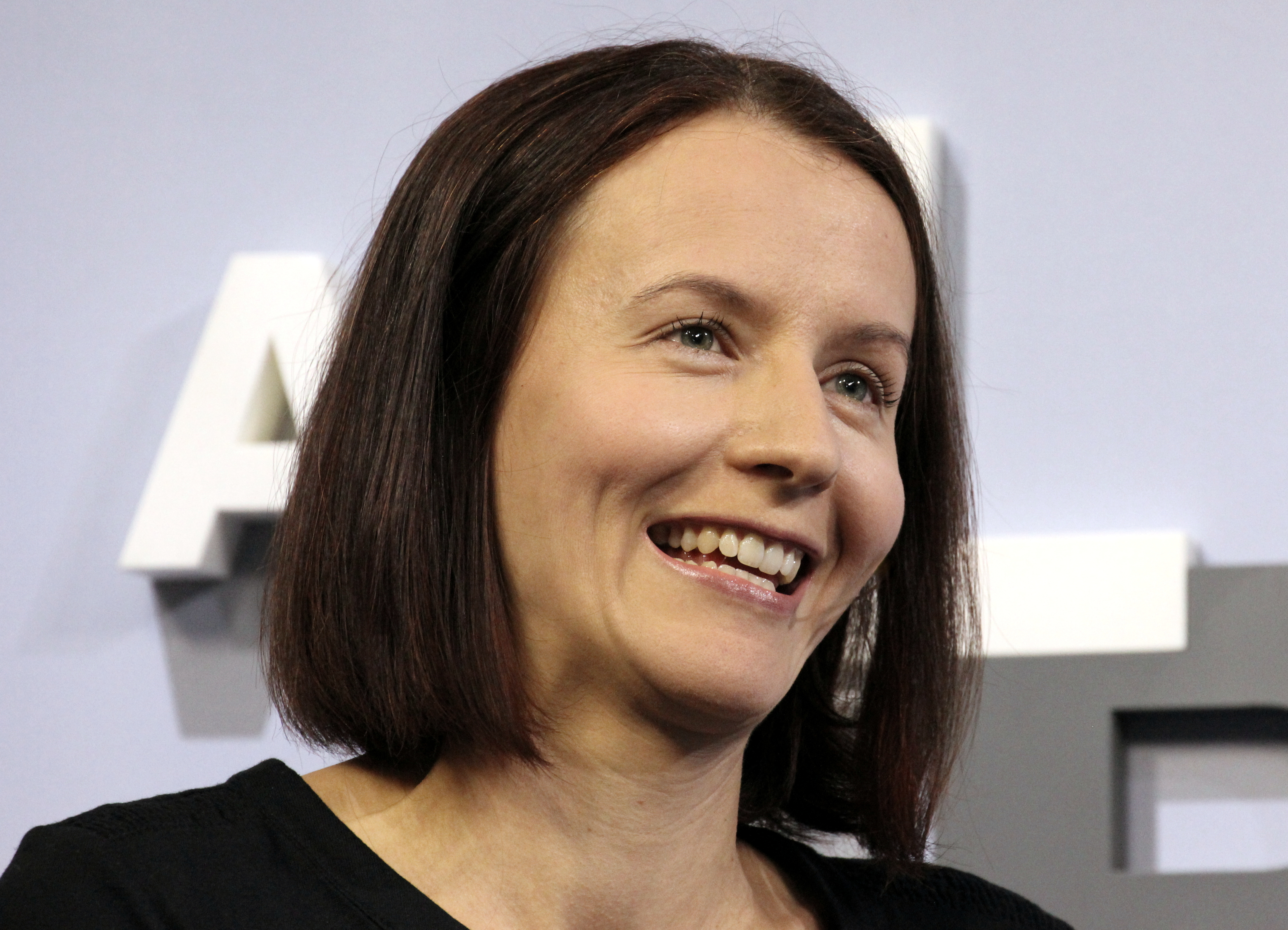
Alina Bronsky, Frankfurter Buchmesse 2015

Alina Bronsky (Pseudonym) (* 2. Dezember 1978 in Swerdlowsk, Sowjetunion) ist eine russisch-deutsche Schriftstellerin.

## Leben
Aufgewachsen ist Bronsky, die Tochter einer Astronomin und eines Physikers, auf der asiatischen Seite des Uralgebirges sowie in Marburg und Darmstadt. Ihre Familie wanderte mit ihr Anfang der 1990er Jahre nach Deutschland aus. Nach einem abgebrochenen Medizinstudium arbeitete sie als Werbetexterin und Redakteurin beim Darmstädter Echo.
Alina Bronsky ist Mutter von vier Kindern. Ihr Ehemann und Vater ihrer ersten drei Kinder verunglückte im Januar 2012 tödlich in den Walliser Alpen. Sie lebt in Berlin-Charlottenburg mit ihrem Partner Ulrich Noethen. Das Paar hat eine gemeinsame Tochter.
Ihr Debütroman Scherbenpark erregte großes öffentliches Interesse. Der Roman war in der Sparte „Jugendbuch“ (Kritikerjury) für den Deutschen Jugendliteraturpreis 2009 sowie für den Aspekte-Literaturpreis nominiert. Er erschien als Theaterstück und wurde mit Jasna Fritzi Bauer in der Hauptrolle verfilmt.
Bronskys zweites Werk Die schärfsten Gerichte der tatarischen Küche stand auf der Longlist zum Deutschen Buchpreis 2010. Ebenfalls auf der Longlist zum Deutschen Buchpreis (2015) stand Baba Dunjas letzte Liebe.
Beide Werke wurden als Hörbücher bei tacheles!/Roof Music veröffentlicht. Die Lesung übernahm dafür Sophie Rois, Rois erhielt für die Hörbuchfassung den Deutschen Hörbuchpreis 2016 in der Kategorie »Beste Interpretin«. 2021 erschien Bronskys Band Das Geschenk, in dem sie das Wünschen und Träumen zur Weihnachtszeit thematisiert.
Bronsky bezeichnet sich nur ungern als Schriftstellerin, ihr komme der Begriff anmaßend vor, also bevorzuge sie Autorin.

## Werke
- Scherbenpark. Roman. Kiepenheuer & Witsch, Köln 2008, ISBN 978-3-462-04030-2 (auch als Hörbuch, ISBN 978-3-86610-560-7).
- Die schärfsten Gerichte der tatarischen Küche. Roman. Kiepenheuer & Witsch, Köln 2010, ISBN 978-3-462-04235-1.
- Spiegelkind. Jugendbuch. Arena Verlag, Würzburg 2012, ISBN 978-3-401-06798-8.
- Spiegelriss. Jugendbuch. Arena Verlag, Würzburg 2013, ISBN 978-3-401-06799-5.
- Mamas Liebling. Bilderbuch. Hansisches Druck- und Verlagshaus/edition chrismon, Frankfurt am Main 2013, ISBN 978-3-86921-116-9.
- Nenn mich einfach Superheld. Roman. Kiepenheuer & Witsch, Köln 2013, ISBN 978-3-462-04462-1.
- Baba Dunjas letzte Liebe. Roman. Kiepenheuer & Witsch, Köln, 2015, ISBN 978-3-462-04802-5.
- mit Denise Wilk: Die Abschaffung der Mutter. DVA, München 2016, ISBN 978-3-421-04726-7.
- Und du kommst auch drin vor. Roman. dtv, München 2017, ISBN 978-3-423-76181-9.
- Der Zopf meiner Großmutter. Roman. Kiepenheuer & Witsch, Köln 2019, ISBN 978-3-462-05145-2.
- Barbara stirbt nicht. Roman. Kiepenheuer & Witsch, Köln 2021, ISBN 978-3-462-00072-6.
- Das Geschenk. edition chrismon, Leipzig 2021, ISBN 978-3-96038-296-6.
- Schallplattensommer. dtv, München 2022, ISBN 978-3-423-76370-7.
- Pi mal Daumen. Roman. Kiepenheuer & Witsch, Köln 2024, ISBN 978-3-462-00425-0.